# La bahía de Tago cerca de Ejiri en la Tōkaidō
La bahía de Tago cerca de Ejiri en la Tōkaidō (東海道江尻田子の浦略図 Tōkaidō Ejiri tago-no-ura?) es una estampa japonesa de estilo ukiyo-e obra de Katsushika Hokusai. Fue producida entre 1830 y 1832 como parte de la célebre serie Treinta y seis vistas del monte Fuji, a finales del período Edo. Retrata a un grupo de hombres dirigiendo sus embarcaciones con dificultad mientras un pescador faena.

## Escenario
Ejiri se sitúa en la parte occidental del puerto de Shimizu en la actual prefectura de Shizuoka. El punto de vista es tomado desde un mirador en medio de la bahía, con vistas al monte Fuji a través de la extensa playa de Tago (Tago no ura), en la desembocadura del río Fuji. La montaña se alza al norte, y tras la playa se encuentra el pinar de Miho (Miho no Matsubara); esta arboleda es uno de los paisajes más célebres de la ruta Tōkaidō, y ha sido mencionada en poemas desde la antigüedad. La bahía también era conocida por sus salinas: en esta impresión se pueden observar pequeñas figuras que rastrillan sal en la orilla.

## Descripción
En primer plano, unos hombres se resisten a las corrientes de la bahía e intentan dirigir sus juncos, mientras un pescador echa una red al mar. La pendiente del monte recuerda a la silueta de los barcos, lo que sirve de contrapeso. La gradación de la tinta azul en el cielo con la técnica bokashi, creada durante el proceso de impresión, hace eco de los tonos del agua y del monte Fuji, con lo que consigue unificar los diferentes planos de la composición. Las nubes estilizadas al estilo tradicional crean una «atmósfera brumosa» que enmarca a la montaña. Hokusai representa al Fuji en un encuadre romántico al mostrarlo cubierto de nieve en la cima y alejado tanto de la tierra como de las nubes. El estilo que emplea es habitual en sus obras y en las ukiyo-e en general, con detalles y colores intrincados en un escenario natural, donde también muestra una escena cotidiana de forma dramática.